# Nhật Bản 2–2 Iraq (Vòng loại Giải vô địch bóng đá thế giới 1994)
Trận đấu giữa hai đội tuyển bóng đá quốc gia Nhật Bản và Iraq, nằm trong khuôn khổ lượt trận cuối cùng của vòng loại Giải vô địch bóng đá thế giới 1994 khu vực châu Á, đã diễn ra vào ngày 28 tháng 10 năm 1993 trên sân vận động Al-Ahly ở thủ đô Doha, Qatar. Trận đấu kết thúc với tỷ số hòa 2–2 cho cả hai đội.
Trước trận đấu, Nhật Bản đang dẫn đầu trong số 6 đội tuyển tham dự và nắm nhiều lợi thế trong cuộc chạy đua giành vé tới World Cup. Một chiến thắng ở lượt trận cuối cùng sẽ giúp cho Nhật Bản giành quyền tham dự giải đấu lần đầu tiên trong lịch sử, và họ đã ở rất gần với mục tiêu đó khi dẫn trước đối thủ 2–1 cho đến phút thứ 90 của trận đấu. Tuy nhiên, bàn thắng ngay phút bù giờ đầu tiên của Iraq đã làm tiêu tan mọi hy vọng của các cầu thủ Nhật Bản, khiến họ bị đẩy xuống vị trí thứ ba trong bảng đấu và để mất vé tham dự World Cup vào tay đối thủ truyền kiếp Hàn Quốc.
Việc không thể vượt qua vòng loại World Cup cùng với những diễn biến kịch tính trong trận đấu đã gây ra sự thất vọng lớn cho người hâm mộ Nhật Bản. Kể từ khi bóng đá Nhật Bản bắt đầu có những thay đổi vượt bậc, nhất là từ sau chức vô địch Asian Cup 1992 trên sân nhà, đội tuyển quốc gia nước này chưa bao giờ tiến gần đến World Cup như tại thời điểm đó. Mặc dù sau đó Nhật Bản đã lọt vào đến bảy vòng chung kết World Cup liên tiếp (trong đó có một lần đồng đăng cai), trận đấu ở Doha vẫn còn được nhắc đến như một ký ức cay đắng không thể quên trong lịch sử bóng đá Nhật Bản. Trong khi người Nhật gọi trận đấu này là "Bi kịch ở Doha" (tiếng Nhật: ドーハの悲劇, đã Latinh hoá: Dōha no higeki, tiếng Anh: The Agony of Doha) thì đối với Hàn Quốc, vì đội tuyển của họ chỉ có thể vượt qua vòng loại vào phút cuối, đây được coi là một "Phép màu ở Doha" (tiếng Hàn Quốc: 도하의 기적, đã Latinh hoá: Doha-ui gijeok_, tiếng Anh: The Miracle of Doha). Cho đến nay, đây là lần cuối cùng Nhật Bản không vượt qua vòng loại Giải vô địch bóng đá thế giới.

## Trước trận đấu
Sáu đội tuyển (Nhật Bản, Hàn Quốc, Ả Rập Xê Út, Iraq, Iran và CHDCND Triều Tiên) tranh tài ở vòng loại cuối cùng của khu vực châu Á để tranh hai suất tham dự World Cup 1994 tại Hoa Kỳ. Các đội thi đấu với nhau theo thể thức vòng tròn một lượt tại Doha (Qatar) trong các ngày từ 15 đến 28 tháng 10 năm 1993. Vào thời điểm đó, mỗi trận thắng chỉ được tính 2 điểm, trận hòa tính 1 điểm và trận thua không có điểm. Sau bốn lượt đấu, bảng xếp hạng tạm thời như sau:
| VT | Đội               | ST | T | H | B | BT | BB | HS | Đ | Giành quyền tham dự         |
| -- | ----------------- | -- | - | - | - | -- | -- | -- | - | --------------------------- |
| 1  | Nhật Bản          | 4  | 2 | 1 | 1 | 5  | 2  | +3 | 5 | Có thể tham dự Cúp Thế giới |
| 2  | Ả Rập Xê Út       | 4  | 1 | 3 | 0 | 4  | 3  | +1 | 5 | Có thể tham dự Cúp Thế giới |
|    |                   |    |   |   |   |    |    |    |   |                             |
| 3  | Hàn Quốc          | 4  | 1 | 2 | 1 | 6  | 4  | +2 | 4 |                             |
| 4  | Iraq              | 4  | 1 | 2 | 1 | 7  | 7  | 0  | 4 |                             |
| 5  | Iran              | 4  | 2 | 0 | 2 | 5  | 7  | −2 | 4 |                             |
| 6  | CHDCND Triều Tiên | 4  | 1 | 0 | 3 | 5  | 9  | −4 | 2 | Đã bị loại                  |

Nhật Bản khởi đầu chiến dịch không thực sự tốt khi hòa trận đầu tiên không bàn thắng trước Ả Rập Xê Út và thua trận thứ hai 1–2 trước Iran, rơi xuống nhóm cuối bảng vào thời điểm này. Sau đó, các nhà đương kim vô địch châu Á đã có chiến thắng đầu tiên trước Triều Tiên với tỷ số 3–0. Đến lượt trận thứ tư, Nhật Bản đã giành chiến thắng tối thiểu trước Hàn Quốc nhờ bàn thắng duy nhất của Kazuyoshi Miura để vượt mặt chính đối thủ và giành ngôi đầu bảng.
Ở chiều ngược lại, Iraq đã để thua ngược Triều Tiên 2–3 trong trận mở màn, với việc một cầu thủ của họ bị đuổi khỏi sân; sau trận đấu này, Hiệp hội bóng đá Iraq đã quyết định thay huấn luyện viên. Trong trận đấu thứ hai gặp Hàn Quốc, dưới sự dẫn dắt của Ammo Baba, họ đã dẫn trước ở phút 86 và hòa 2–2. Đội tiếp tục thắng Iran 2–1 ở trận thứ ba và hòa 1–1 trước Ả Rập Xê Út ở trận thứ tư.
Dù khoảng cách giữa vị trí thứ 1 và thứ 5 chỉ là 1 điểm và chỉ có Triều Tiên đã chắc chắn bị loại, nhưng Nhật Bản vẫn có thể giành quyền vào vòng chung kết nếu giành chiến thắng mà không cần quan tâm đến các kết quả khác. Trên lý thuyết, Nhật Bản vẫn sẽ vượt qua vòng loại nếu như kết thúc với một trận hòa trong khi Hàn Quốc hoặc Ả Rập Xê Út không thể thắng ở trận đấu cuối và Iran không đánh bại Ả Rập Xê Út với cách biệt quá 4 bàn.

## Trận đấu

### Tóm tắt
Trận đấu được tổ chức vào ngày 28 tháng 10 năm 1993, cùng thời điểm diễn ra hai trận đấu còn lại của lượt trận thứ năm tại các địa điểm khác ở Doha (Hàn Quốc gặp Triều Tiên và Ả Rập Xê Út gặp Iran).
Nhật Bản mở tỷ số nhờ bàn thắng của Kazuyoshi Miura, nhưng Radhi Shenaishil của Iraq đã ghi bàn gỡ hòa ngay trước khi hiệp một kết thúc. Nhật Bản sau đó lại vươn lên dẫn trước do công của Masashi Nakayama. Tỷ số 2–1 được giữ nguyên khi trận đấu bước sang phút thứ 90.
Các trận đấu khác đã kết thúc sớm vào trước đó, với việc Hàn Quốc đánh bại Triều Tiên 3–0 và Ả Rập Xê Út đánh bại Iran 4–3. Điều này có nghĩa là Nhật Bản sẽ phải giữ vững tỷ số nếu muốn được tham dự World Cup, trong khi các kết quả tổng hợp sẽ loại đội tuyển Hàn Quốc. Tuy nhiên, ngay khi trận đấu mới bước vào thời gian bù giờ, Jaffar Omran đã ghi bàn từ một quả phạt góc, ấn định tỷ số 2–2. Trọng tài thổi còi kết thúc trận đấu ngay sau đó, và cả hai đội đều chính thức bị loại.

### Chi tiết
| Nhật Bản                | 2–2             | Iraq                    |
| ----------------------- | --------------- | ----------------------- |
| Miura 5' · Nakayama 69' | Chi tiết (FIFA) | Radhi 55' · Omran 90+1' |

| Nhật Bản | Iraq |

| Nhật Bản:        |    |                         |     |     |
|                  |    |                         |     |     |
| GK               | 1  | Shigetatsu Matsunaga    | 84' |     |
| DF               | 3  | Toshinobu Katsuya       | 10' |     |
| DF               | 4  | Takumi Horiike          |     |     |
| DF               | 5  | Tetsuji Hashiratani (c) |     |     |
| DF               | 7  | Masami Ihara            |     |     |
| MF               | 10 | Ruy Ramos               |     |     |
| MF               | 15 | Mitsunori Yoshida       |     |     |
| MF               | 17 | Hajime Moriyasu         |     |     |
| FW               | 11 | Kazuyoshi Miura         |     |     |
| FW               | 12 | Kenta Hasegawa          |     | 59' |
| FW               | 16 | Masashi Nakayama        |     | 81' |
| Thay người:      |    |                         |     |     |
| MF               | 8  | Masahiro Fukuda         |     | 59' |
| FW               | 9  | Nobuhiro Takeda         |     | 81' |
| Huấn luyện viên: |    |                         |     |     |
| Hans Ooft        |    |                         |     |     |

| Iraq:            |    |                      |     |     |
|                  |    |                      |     |     |
| GK               | 21 | Ibrahim Salim Saad   |     |     |
| DF               | 2  | Samir Kadhim         |     |     |
| DF               | 3  | Saad Abdul-Hameed    | 80' |     |
| DF               | 4  | Radhi Shenaishil     | 23' |     |
| DF               | 14 | Salim Hussein        |     |     |
| MF               | 12 | Mohamed Jassim Mahdi |     | 46' |
| MF               | 17 | Laith Hussein        |     |     |
| MF               | 18 | Munthir Khalaf       |     |     |
| MF               | 22 | Bassam Raouf         |     | 71' |
| FW               | 8  | Ahmed Radhi (c)      |     |     |
| FW               | 9  | Alaa Kadhim          |     |     |
| Thay người:      |    |                      |     |     |
| FW               | 16 | Jaffar Omran         |     | 46' |
| DF               | 5  | Jabbar Hashim        |     | 71' |
| Huấn luyện viên: |    |                      |     |     |
| Ammo Baba        |    |                      |     |     |

## Kết quả
Sau lượt trận cuối cùng, xếp hạng chung cuộc của các đội như sau:
| VT | Đội               | ST | T | H | B | BT | BB | HS | Đ | Giành quyền tham dự       |
| -- | ----------------- | -- | - | - | - | -- | -- | -- | - | ------------------------- |
| 1  | Ả Rập Xê Út       | 5  | 2 | 3 | 0 | 8  | 6  | +2 | 7 | Cúp bóng đá thế giới 1994 |
| 2  | Hàn Quốc          | 5  | 2 | 2 | 1 | 9  | 4  | +5 | 6 | Cúp bóng đá thế giới 1994 |
|    |                   |    |   |   |   |    |    |    |   |                           |
| 3  | Nhật Bản          | 5  | 2 | 2 | 1 | 7  | 4  | +3 | 6 |                           |
| 4  | Iraq              | 5  | 1 | 3 | 1 | 9  | 9  | 0  | 5 |                           |
| 5  | Iran              | 5  | 2 | 0 | 3 | 8  | 11 | −3 | 4 |                           |
| 6  | CHDCND Triều Tiên | 5  | 1 | 0 | 4 | 5  | 12 | −7 | 2 |                           |

Ả Rập Xê Út giành vị trí dẫn đầu với chiến thắng 4–3 trước Iran. Nhật Bản và Hàn Quốc đồng điểm, nhưng với hiệu số bàn thắng bại tốt hơn sau chiến thắng 3 bàn trước Triều Tiên, Hàn Quốc đã xếp trên.
Hàn Quốc đã hòa trong các trận đấu trước đó với Iraq (2–2) và Ả Rập Xê Út (1–1) và thua một trận trước chính đối thủ cạnh tranh trực tiếp Nhật Bản (0–1). Nếu Nhật Bản thắng trận này trước Iraq, Hàn Quốc sẽ bị loại ngay cả khi đã giành chiến thắng trước Triều Tiên. Nhưng với việc Nhật Bản và Iraq hòa nhau ở phút cuối, Hàn Quốc đã vượt qua vòng loại và trận đấu được truyền thông Hàn Quốc gọi là một "phép màu".
Huấn luyện viên người Hà Lan Hans Ooft của đội tuyển Nhật Bản đã bị sa thải vài tuần sau trận đấu. Việc lỡ tấm vé đến Hoa Kỳ đã chấm dứt giấc mơ World Cup của phần lớn đội bóng, trong đó có những cái tên nổi bật như tiền vệ Ruy Ramos và tiền đạo Kazuyoshi Miura (vua phá lưới vòng loại World Cup 1994). Chỉ có hai cầu thủ Nhật Bản xuất hiện trong trận đấu, Nakayama và Masami Ihara, tiếp tục góp mặt trong đội hình tham dự World Cup 1998.

## Sau trận đấu
Sau khi lỡ hẹn với giải đấu năm 1994, Nhật Bản cuối cùng đã có thể vượt qua vòng loại của Giải vô địch bóng đá thế giới 1998, trước khi đăng cai World Cup 2002 cùng với Hàn Quốc. Hàn Quốc đã đánh bại Bồ Đào Nha, Ý và Tây Ban Nha một cách ngoạn mục và kết thúc ở vị trí thứ 4 chung cuộc trong khi Nhật Bản bị loại ở vòng 16 đội. Đây là lần đầu tiên cả hai đội cùng lọt vào vòng loại trực tiếp.
Họ cũng giành quyền tham dự các kỳ FIFA World Cup kể từ đó, với ba lần lọt vào đến vòng 16 đội vào các năm 2010, 2018 và 2022. Trong những lần này, Nhật Bản đều bị loại theo những cách đầy kịch tính. Họ thua Paraguay vào năm 2010 trong loạt sút luân lưu, và sau đó thua Bỉ với tỷ số 3–2 vào năm 2018 khi để thủng lưới ở phút bù giờ thứ tư, mặc dù đã dẫn trước 2–0 cho đến phút 69. Năm 2022, Nhật Bản tiếp tục bị loại ở vòng 16 đội, lần này họ dẫn trước đối thủ Croatia nhưng lại rơi vào loạt sút luân lưu sau khi hòa 1–1.
Đối với Iraq, thất bại này chỉ là một phần của cơn khát World Cup lớn hơn nhiều. So với thành công ngày càng tăng bên phía Nhật Bản, Iraq đã nhiều lần bỏ lỡ cơ hội giành quyền tham dự World Cup; họ mới chỉ có một lần vượt qua vòng loại năm 1986. Ngoài ra, xung đột phe phái và bất ổn nội bộ đã ngăn Iraq đạt được vị thế cao hơn trong nền bóng đá châu Á. Cũng kể từ trận đấu đó, Iraq chưa bao giờ đánh bại Nhật Bản trong một trận đấu dù là giao hữu hay chính thức kể từ năm 1982, lần cuối cùng họ giành chiến thắng (cho đến khi Iraq đánh bại Nhật Bản 2–1 tại Cúp bóng đá châu Á 2023). Iraq cũng trải qua chuỗi trận thua Nhật Bản sau trận đấu này, bắt đầu bằng thất bại 1–4 ở Cúp bóng đá châu Á 2000 (là trận thắng đầu tiên của Nhật Bản trước Iraq), và chấm dứt khi Iraq cầm hòa Nhật Bản 1–1 năm 2017.

### Nhật Bản ở vòng loại tại địa điểm trung lập
Bắt đầu từ vòng loại Giải vô địch bóng đá thế giới 1998, AFC sử dụng thể thức thi đấu vòng tròn tính điểm sân nhà và sân khách cho vòng loại cuối cùng, thay cho thể thức một địa điểm vào năm 1993. Tuy nhiên, trong hai chiến dịch vòng loại World Cup kế tiếp, Nhật Bản đã phải quyết định số phận của mình trong các trận đấu tại sân trung lập.
Năm 1997, Nhật Bản và Iran đứng thứ hai trong các bảng đấu vòng loại của World Cup 1998 và gặp nhau trong trận tranh hạng ba vào ngày 16 tháng 11 năm 1997 tại Johor Bahru, Malaysia. Trận đấu sẽ quyết định suất dự World Cup thứ ba và cuối cùng cho các đội châu Á và đội thua sẽ gặp đại diện của châu Đại Dương là Australia trong hai lượt trận play-off. Không giống như trận đấu bốn năm trước, Nhật Bản tụt lại phía sau trong hiệp hai, nhưng ghi bàn gỡ hòa muộn và cuối cùng giành chiến thắng 3–2 bằng bàn thắng vàng trong hiệp phụ, qua đó giành được tấm vé đến Pháp. Trận đấu này đã được biết đến với cái tên "Niềm vui ở Johor Baru" (ジョホール・バルの歓喜 Johōru Baru no kanki) trong mối liên kết với Bi kịch ở Doha.
Vào ngày 8 tháng 6 năm 2005, Nhật Bản đánh bại Triều Tiên 2–0 để giành quyền tham dự World Cup 2006 tại Đức. Mặc dù trận đấu này được tính là trận đấu trên sân nhà của Triều Tiên nhưng nó đã được chuyển đến Băng Cốc, Thái Lan và được tổ chức trên sân không khán giả như một hình thức xử phạt cho hành vi bạo lực của cổ động viên trong một trận đấu trước đó được tổ chức ở Bình Nhưỡng.